# Obwód Radzymin Armii Krajowej
Obwód Radzymin „Rajski Ptak” – jednostka terytorialna Związku Walki Zbrojnej, a następnie Armii Krajowej. 
Wchodził w skład Inspektoratu Radzymin Armii Krajowej.
Operowała na terenie powiatu radzymińskiego a także gminy: Somianka, Pniewo, Wyszków i Łochów. Nosiła kryptonimy „Raróg”, „Rajski Ptak” i „Burak”.
Najbardziej upowszechnioną nazwą obwodu jest „Rajski Ptak”, która widnieje na sztandarach kół Światowego Związku Żołnierzy AK z terenu byłego obwodu.

## Struktura organizacyjna
W obwodzie utworzono 3 Ośrodki, w każdym z nich zorganizowano Komendy.
Każdy Ośrodek składał się z 5-6 Placówek, które były najmniejszymi jednostkami organizacyjno-gospodarczymi. Placówka swoim zasięgiem obejmowała gminę lub niewielkie miasto. W Obwodzie powstało 17 takich Placówek.
| Ośrodek I Komendant „Andrzej” | Ośrodek II Komendant „Brzeszczot” | Ośrodek III Komendant „Mirski” |
| Placówka I - gm. Ręczaje Komendant „Twardy” Placówka II - m. Wołomin Komendant „Amon” Placówka III - gm. Kobyłka Komendant „Poważny” Placówka IV - gm. Radzymin Komendant „Sęk” Placówka V - m. Radzymin Komendant „Żak” Placówka VI - gm. Małopole Komendant „Wicz” | Placówka VII - gm. Klembów Komendant „Brodnica” Placówka VIII - gm. Międzyleś Komendant „Krawczyński” Placówka IX - gm. Strachówka Komendant „Wąsowicz” Placówka X - gm. Jadów Komendant „Grzmot” Placówka XI - gm. Tłuszcz Komendant „Andrzej 2” Placówka XII - gm. Zabrodzie Komendant „Marek” | Placówka XIII - gm. Somianka Komendant „Trzaska” Placówka XIV - gm. Pniewo Komendant „Orski” Placówka XV - m. Wyszków Komendant „Cichy” Placówka XVI - gm. Kamieńczyk Komendant „Odrowąż” Placówka XVII - gm. Łochów Komendant „Aliński” |

## Żołnierze podziemia związani z oddziałem „Rajski Ptak”
- Józef Marcinkowski
- Władysław Kurowski[4]
- Alojzy Józef Peisert
- Ryszard Szuppe
- Leopold Wardak